# Cyclopes didactylus
Cyclopes didactylus là một loài động vật có vú trong họ Cyclopedidae, bộ Pilosa. Loài này được Linnaeus mô tả năm 1758.

## Hình ảnh

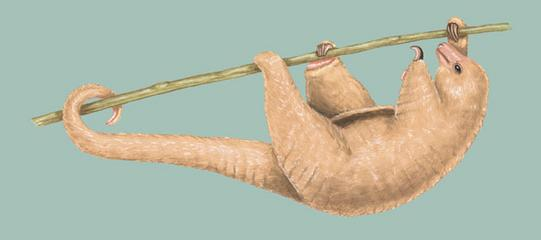
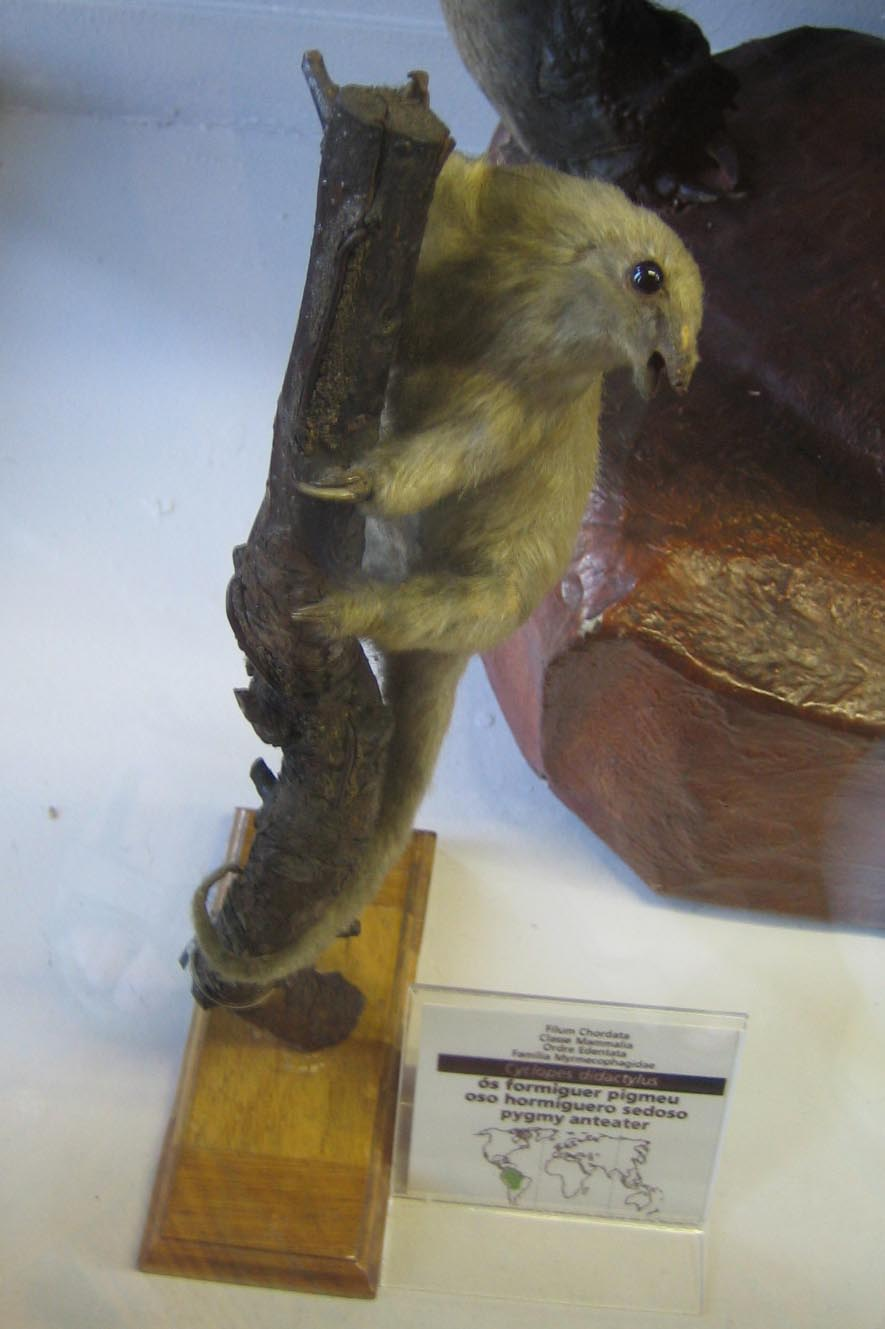
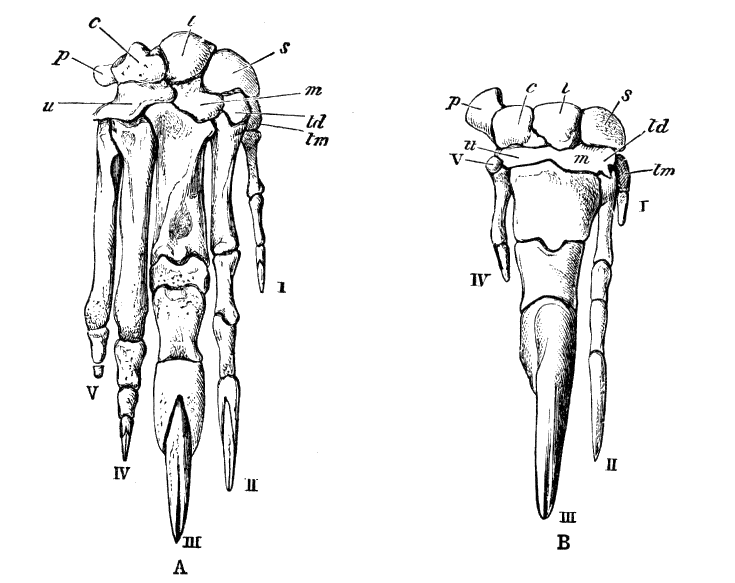
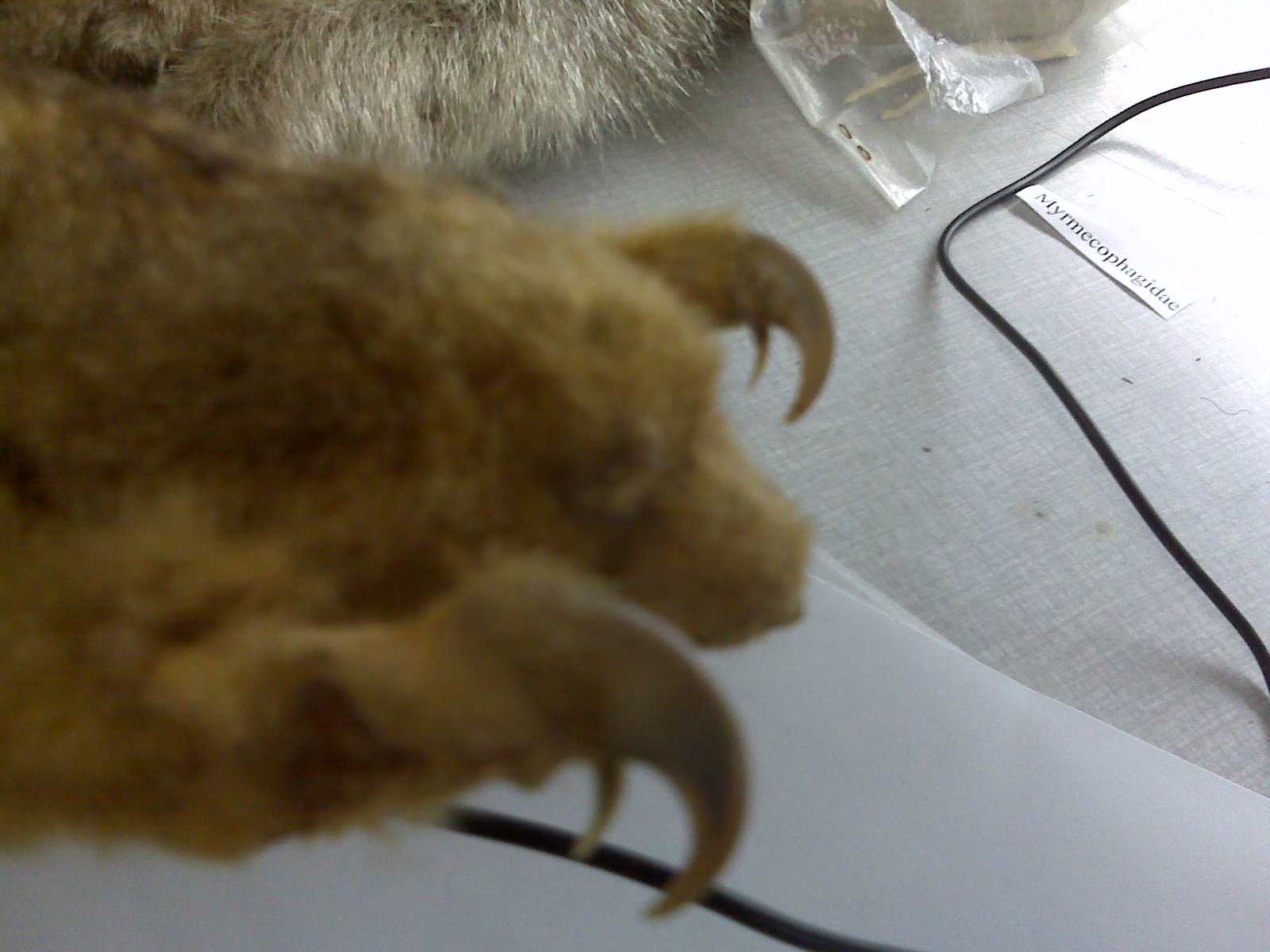